# Bifidocoelotes primus
Bifidocoelotes primus är en spindelart som först beskrevs av Fox 1937.  Bifidocoelotes primus ingår i släktet Bifidocoelotes och familjen mörkerspindlar.
Artens utbredningsområde är Hongkong (Kina). Inga underarter finns listade.